# Juliana af Nederlandene
Juliana af Nederlandene (døbt Louise Emma Marie Wilhelmina; Prinsesse van Oranje-Nassau, Hertuginde af Mecklenburg, Prinsesse af Lippe-Biesterfeld; født 30. april 1909, død 20. marts 2004) var regerende dronning af Nederlandene fra 1948 til 1980.
Juliana var den eneste overlevende datter af dronning Vilhelmine af Nederlandene og hertug Henrik af Mecklenburg-Schwerin. Hun blev indsat som dronning den 4. september 1948 ved sin mors abdikation og abdicerede selv til fordel for sin datter Beatrix på sin 71-års fødselsdag, den 30. april 1980. 

## Ægteskab og børn
Juliana giftede sig den 7. januar 1937 i Haag med prins Bernhard af Lippe-Biesterfeld. Prins Bernhard og dronning Juliana fik fire døtre: 
- Beatrix af Nederlandene (født 31. januar 1938), dronning af Nederlandene 1980-2013, har tre sønner. Den ældste Willem-Alexander af Nederlandene blev indsat som konge af Nederlandene den 30. april 2013.
- Irene af Lippe-Biesterfeld (født 5. august 1939), titulær hertuginde af Madrid (1964-1977), titulær hertuginde af Parma (1977-2010), enkehertuginde af Parma (2010-), siden sin skilsmisse i 1981 har hun kaldt sig prinsesse af Lippe-Biesterfeld, har fire børn.
- Margriet af Oranje-Nassau (Ottawa 19. januar 1943), gift med Pieter van Vollenhoven, har fire sønner.
- Christina af Oranje-Nassau (født 18. februar 1947), har været gift med Jorge Guillermo, har tre børn.

## Eksterne links
- Wikimedia Commons har flere filer relateret til Juliana af Nederlandene
- Det nederlandske Kongehus' hjemmeside

| JulianaHuset Mecklenburg-SchwerinSidelinje af Huset MecklenburgFødt: 30. april 1909 Død: 20, marts 2004 |                                                |                        |
| Titler som regent                                                                                       |                                                |                        |
| Foregående: Vilhelmine                                                                                  | Regerende dronning af Nederlandene 1948 – 1980 | Efterfølgende: Beatrix |